# 熱帶風暴艾濤 (2009年)
熱帶風暴艾濤（英語：Tropical Storm Etau，國際編號：0909，聯合颱風警報中心：WP102009，中國大陸以及港澳地區譯名：艾濤）是自2004年颱風蝎虎以來影響日本並造成最多人罹難的熱帶氣旋。在2009年8月8日從低壓區形成，系統逐漸增強為熱帶風暴。它沿着副熱帶高壓脊的邊緣，採取轉向型的路徑移動並持續增強，逼近日本。8月11日，風暴達到風力時速75公里（10分鐘持續）、氣壓992百帕（毫巴）的巔峰強度，僅達弱熱帶風暴的標準，不久便開始減弱。垂直風切增強導致中心對流減弱，該系統最終在8月13日減弱為熱帶低氣壓。其殘餘維持將近三天，最終於8月16日早上消散。
艾濤雖未登陸，其外圍雨帶仍在日本造成暴雨，雨量最高達到326.5毫米。豪雨導致洪災和泥石流，以兵庫縣為甚。風暴期間有25人遇難和23人受傷，損失高達1,400億日圓（折合約14.4億美元）。據火災與災害管理局指出，共有5,602個家庭被洪水淹沒，183戶家庭遭毀。風暴過後，自卫队自東京部署600名士兵協助清理工作。

## 氣象歷史
熱帶風暴艾濤起源在8月5日的一股距離關島東北偏東約550公里、對流組織混亂的東風波。第二天，該系統重新定位後北移數十公里。旋轉的對流開始在衛星雲圖上出現，北方的熱帶對流層上部槽向系統提供北移的動向。8月7日早上，深層對流在該系統的外圍鞏固起來，聯合颱風警報中心為該發展中的系統發出熱帶氣旋形成警報。大約8月8日凌晨0時，日本氣象廳將該系統評級為熱帶低氣壓。
8月8日，聯合颱風警報中心認定該系統發展為熱帶低氣壓，給予熱帶氣旋編號10W。當晚對流變得混亂，使得系統無法增強。當天低壓在北方的副熱帶高壓脊引導下大致向西北移動。8月9日，隨着對流旋入低層環流中心，其結構變得越來越明顯。約中午12時，日本氣象廳將低氣壓升格為熱帶風暴，並命名為“艾濤”。然而，聯合颱風警報中心在數小時後才將系統升級為熱帶風暴。8月10日，聯合颱風警報中心短暫地將風暴降級為熱帶低氣壓。這時，系統已經沿着副熱帶高壓脊的西部邊緣轉向東移動，逼近纪伊半岛。因為艾濤開始與日本附近的斜压区互相影響，它稍微變得混亂。8月11日，日本氣象廳報告指出風暴達到風力時速75公里（10分鐘持續）、氣壓992百帕（毫巴）的最高強度。當晚，由於垂直風切增強，對流已無法覆蓋中心；然而，聯合颱風警報中心報告指出，根據日本的衛星強度估計和气象雷达圖像，風暴仍在增強。
8月11日晚上，艾濤的中心有一部分沒有對流，只有狹窄帶的驟雨和雷暴活動在中心的東南部持續。風切變的增強阻礙對流再次發展，風暴持續減弱。聯合颱風警報中心在翌晨發布最終警告，指出其已於日本以東較遠處減弱為一熱帶低氣壓。大約24小時後，日本氣象廳也將該系統降級為熱帶低氣壓。日本氣象廳在8月14日早上發布艾濤的最終警告，指出其仍向北緩慢移動，之後又受西风槽影响，當晚在岩手縣以東海面彻底转性为溫帶氣旋。

## 防災措施

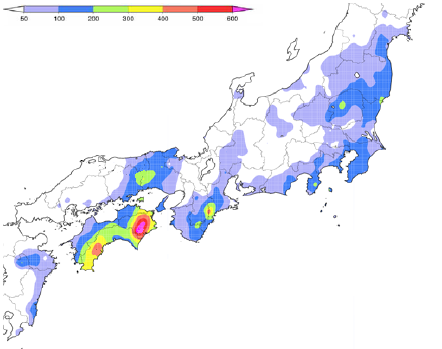
艾涛在日本造成的降水图

8月9日，日本氣象廳开始对当时还是热带低气压的艾涛发布发展中热带低气压报告。当日晚些时候，日本气象厅开始发布对系统的三小时一报的位置报告，此时艾涛已经增强为热带风暴。次日5时，日本气象厅开始发布一般台风讯息，又在两小时后把位置报告改成一小时一报。截至11日，日本气象厅共发布各级别台风警告46次。此外，各个地方气象台在风暴吹袭期间发布大雨或洪水警报。受持续的暴雨影响，有15个都道府县可能受到地质灾害的影响，各地的地质灾害防御局纷纷发布地质灾害警戒报告，要求各地严加防范。預計受高達每小時126公里的陣風和大雨影響，在日本氣象廳發出警告後，日本官員在沿海西部地區撤離約47,000名居民。官員擔憂，熱帶風暴艾濤帶來的洪災將與甫重創臺灣的颱風莫拉克相似。據日本官員指出，有近14萬人因艾濤產生的洪災和山崩而撤離到避難所。
8月10日，日本消防厅对兵库县丰冈市、上郡町和德岛县那贺町的443人发出强制避难指示，要求他们马上到指定的避难所避难，并调派姬路市等三市22人的消防部队来到兵库县佐用町检查住户的安全情况。12、13日，冈山县美作市的9人受泥石流影响，亦被消防厅发出强制避难指示。
艾涛吹袭期间，30个县或以上行政区被各地所属气象台发出大雨或洪水警报，16个县或以上行政区被发出地质灾害警戒警报。

## 影響及善後

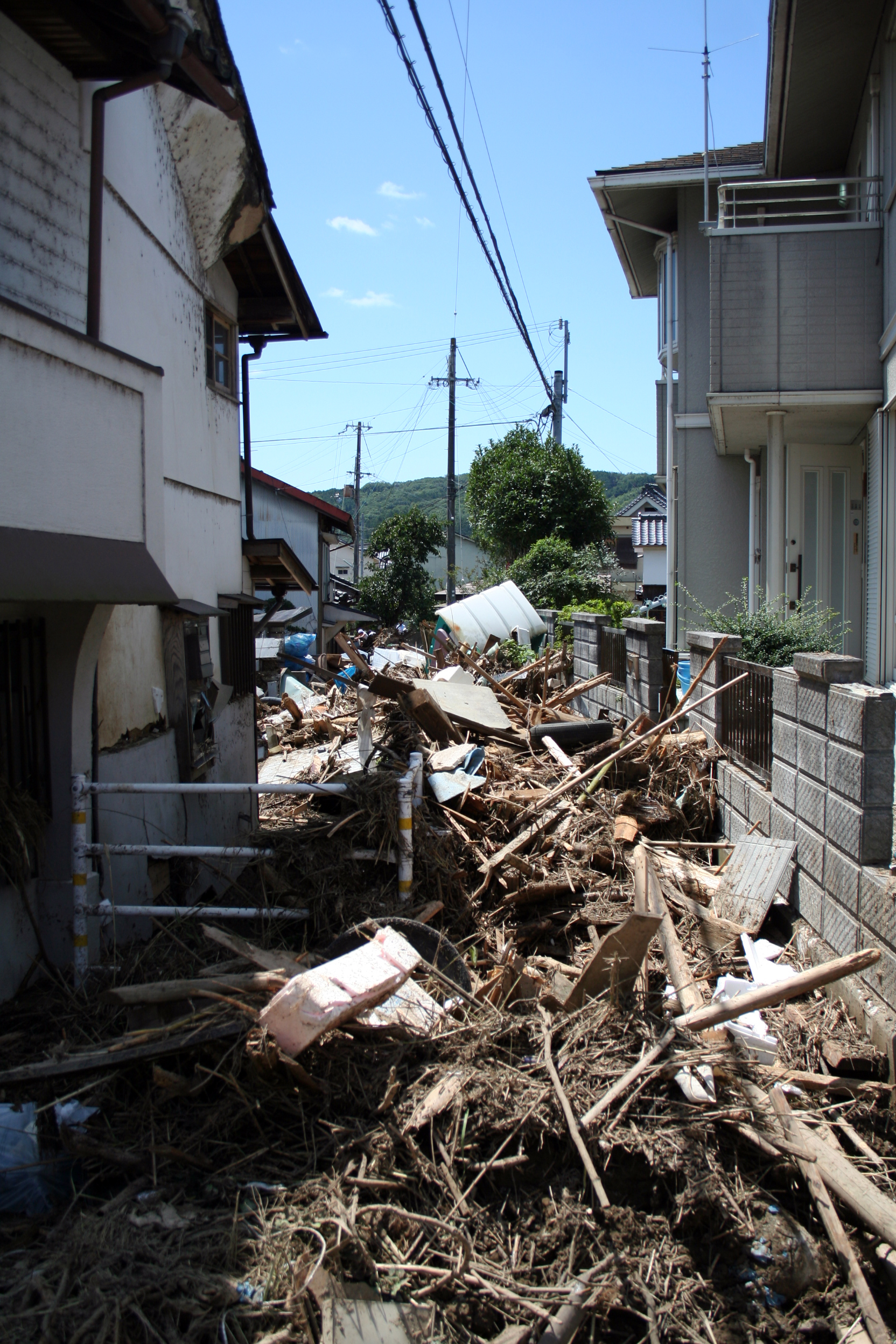
在洪水退卻後，瓦礫佈滿佐用町的街道

熱帶風暴艾濤在8月10日吹襲日本，其外圍雨帶降下暴雨，濑户内海沿岸的德岛、香川、冈山、兵库4县部分地区累计出现700毫米以上的降水，部分地区降水量超过常年8月降水量的2倍，其中兵庫縣在24小時內降雨量達326.5毫米，引發大範圍的洪災和山崩。在德岛县的那贺町，从8日到11日期间该地出现783.5毫米的降雨，并一度在8月10日的1小时内出现100毫米的暴雨，在神山町则出现685毫米的降水。受暴雨影响，多个测站的总降水量超过平均8月一月的降水量，在香川县的東香川市和小豆島町，3日内的降水量超过平均8月一月的降水量300%以上。受此影响，全日本共有1,178件房屋损坏报告，其中173幢全部损坏，而仅仅兵库一县就有1,139戶房屋損毀，并且还有165幢房屋全部损坏。此外，全国一共有1,152戶房屋水浸、4,416戶房屋入水和136处崖崩。在兵库县的佐用町，8月9日猛烈的降雨导致该地的政府出现1.5米深的积水，导致职员不得不到建筑2层进行工作。另外，受系统影响，兵库县有5,634户出现断水现象，冈山县报告2,280户，全国共有3个地方，5个县报告断水，总计达到8,225户。全日本还有超过16,000户受风暴影响停电，其中四國电力管内约有7,400户停电，關西與東京电力管内则分别有5,976户和2,901户断电。
受艾涛影响，一架飛機被閃電擊中後，日本有6班航班取消。15條鐵路服務因大雨而取消。此外，全国共有42条道路的通行暂停。其中在德島市和小松島市的市辖内一切道路均被禁止通行，高松市、中国地方两条自动车道被封锁。此外，在该县还有三条桥梁被风暴摧毁，而在兵库县的朝來市和宍粟市则有四座桥梁被摧毁。福冈、佐用、太宰府三个IC出口在艾涛吹袭期间均被封锁一段时间。在高知县的须崎港，暴涨的新庄川的河水将大批浮木等杂物沖上港口的船坞中，导致港口受到破坏。另一方面，全日本有22条铁路的部分路段中断运行，JR四國下属的鸣门、德岛和牟岐三线全线停止运行。其中，在智頭急行下属的智头线出现3处损坏，其中，石井站到平福站的挡土墙受损、平福站到宮本武藏站间出现泥沙涌入、久崎站的操作室被淹，需要由普通电车在部分路段代行，且特急电车列次被取消。截至2009年10月26日，所有出现路段停运的铁道线已全线恢复通行。此外，香川县还有2架航班受风暴影响取消。
艾涛也对日本的农业、渔业造成巨大破坏，大量农地设施被毁，總計共有4,062处農田，3,057处农用设施遭到破坏，导致的损失接近100亿日元（2009年日元价值，下同）。风暴直接导致日本农作和水产损失2.36亿日元。另外，林业受灾也非常严重，大批林地因大量降雨而被完全破坏、大量林道遭沖垮或毀損，此外还有不少树木和治理设施被破坏。艾涛在日本的造成的林业损失也有接近100亿日元。全日本总计受风暴影响而蒙受71亿日元（约合6942万美元，2009年8月价值）的损失。
初步報告指出有13人罹難、10人失聯。大部分罹難事件發生在兵庫縣，數百座房屋被洪水淹沒，其他許多房屋被山崩損毀或破壞，其中一些地區的洪水深達1.5米。一名男子駕駛汽車進入積水街道後遭滅頂，汽車亦遭淹沒。在岡山縣，一名婦女在其房屋被山崩毀壞後罹難。
在德島市，有兩人被列為失聯人士，另外有兩人受重傷。新聞報導指出，隨後的山崩引致多達18人失聯。由於發生駿河灣地震，受災地區特別容易發生山崩，救灾工作受到影响，并对日本造成更大的灾害。8月11日，一名失聯人士證實在風暴中遇害。約有800人被安置在公共收容所，另有53,000個家庭沒有自來水。截至8月12日，共有18人證實罹難，另有9人仍然失聯。徳島市的3座橋也被沖走。隔年3月26日，日本內閣府確認25人罹難、23人受傷，另有2人失聯，使艾濤成為自2004年颱風蝎虎以來，影響兵庫縣並造成最多人罹難的熱帶氣旋。在數個縣，有5,602個房屋被水淹沒，183個房屋被摧毀。風暴引發的山崩破壞另外2,109棟建築物，其中大部分在岡山縣和兵庫縣。受嚴重破壞後，佐用町要求國家政府提供援助。結果，政府部署200多名部隊到佐用町。風暴造成的損失總額為1400億日圓（14.4億美元）。首相辦公室危機管理中心還設立一個災後辦公室。在8月11日再向該市部署400名部隊，以協助救援工作。

## 外部連結
| 太平洋颱風季             |
| 主題頁 - 專題 - 編輯指南 |

- （日語）日本氣象廳：數位颱風網資料（日文版 （页面存档备份，存于）、英文版 （页面存档备份，存于））、0909最佳路徑數據 （页面存档备份，存于）、0909最佳路徑圖 （页面存档备份，存于）、《2009年熱帶氣旋年刊》 （页面存档备份，存于）
- （英文）美國聯合颱風警報中心：最佳路徑圖、《2009年熱帶氣旋年刊》
- （英文）美國太空總署：相關資料 （页面存档备份，存于）
- （简体中文）中國國家氣象中心：2009年熱帶氣旋最佳路徑數據 （页面存档备份，存于）
- （繁體中文）中華民國交通部中央氣象局：颱風資料庫——轻度台风艾陶、最佳路徑圖
- （繁體中文）香港天文台：2009年8月熱帶氣旋概述 （页面存档备份，存于）、實時天氣稿（8月10日 （页面存档备份，存于）－11日 （页面存档备份，存于））、《2009年熱帶氣旋年刊》（網頁版 （页面存档备份，存于）、可攜式文件格式版 （页面存档备份，存于））